# Desventuradas-Inseln
Die Desventuradas-Inseln (von span. Islas Desventuradas, etwa „Unglückliche Inseln“) sind eine kleine Inselgruppe im Pazifischen Ozean, bestehend aus den Hauptinseln San Félix und San Ambrosio  sowie zwei kleineren Eilanden. Politisch gehören die Inseln zum Stadtgebiet von Valparaíso, von deren Stadtmitte sie 1.090 km (San Ambrosio) bzw. 1111 km (San Félix) entfernt liegen. Übliche Schreibweisen sind außer Desventuradas auch Desventurados oder Desaventuradas.

## Entstehung
Die Inseln sind vulkanischen Ursprungs und gehören wie Salas y Gómez oder die Osterinsel zur Pascua-Vulkankette. Die Inseln entstanden durch zeitlich versetzte Schübe vulkanischer Aktivität, die zumindest bis vor etwa 100.000 Jahren zur Bildung der Inseln beitrugen.

## Geographie
Zu den Desventuradas gehören folgende Inseln von Ost nach West:
| San Ambrosio     | 2,2  | 479                 | 26° 21′ S, 79° 53′ W |
| San-Felix-Gruppe |      |                     |                      |
| Islote González  | 0,25 | 173                 | 26° 19′ S, 80° 5′ W  |
| San Félix        | 1,4  | Cerro Amarillo, 193 | 26° 17′ S, 80° 6′ W  |
| Roca Catedral    | 0,01 | 53                  | 26° 16′ S, 80° 7′ W  |
| Desventuradas    | 3,9  | 479                 |                      |

Zusammen weisen die Inseln eine Fläche von 3,9 km² auf. Die beiden Hauptinseln sind 21 km voneinander entfernt und bestehen aus schroffem Basalt. Es gibt auf den trockenen Inseln, die sich steil aus dem Ozean erheben, keine natürlichen Süßwasserquellen. Abgesehen von einer kleinen Einheit der chilenischen Streitkräfte (inklusive Flugplatz) auf San Félix ist die Inselgruppe unbewohnt.

## Entdeckung
Die Inseln wurden mit Sicherheit am 8. November 1574 von Juan Fernández, der kurz darauf auch die nach ihm benannten Juan-Fernández-Inseln entdeckte, gesichtet. Möglicherweise wurden die Desventuradas aber bereits zu Beginn des Jahres 1521 von Ferdinand Magellan entdeckt.

## Ökosystem
Die Desventuradas stellen aufgrund ihrer Isolation ähnlich wie Galápagos oder die Revillagigedo-Inseln ein außergewöhnliches Ökosystem dar. Etwa zehn Vogelarten sind auf den Inseln heimisch, darunter der nur im östlichen Pazifik vorkommende Nazcatölpel (Sula granti) oder der gefährdete
Juan-Fernandez-Sturmvogel (Pterodroma defilippiana). Die Inseln gehören zur neotropischen Region.